# キャサリン・ラッセル (アンバーレイ子爵夫人)
アンバーレイ子爵夫人キャサリン・ルイーザ・ラッセル（旧姓: スタンリー（Stanley）、英: Katharine Russell, Viscountess Amberley、1842年4月3日 - 1874年6月28日）は、イギリス出身のサフラジストおよびイギリスでの避妊における初期の提唱者である。また彼女は哲学者のバートランド・ラッセルの母でもある。

## 家族

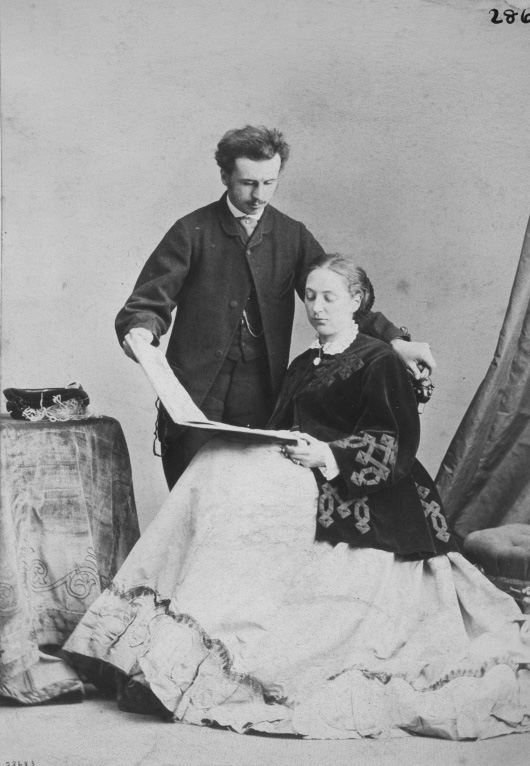
アンバーレイ子爵とアンバーレイ子爵夫人の鶏卵紙（ウィリアム・ノットマン撮影 / 1867年）。現在はマクコード・スチュワート博物館に収蔵されている。

アンバーレイ子爵夫人は第2代アルダリー・オブ・スタンリー男爵のエドワード・スタンリーと、夫人で女子教育活動家のヘンリエッタ・スタンリーの最後から2番目の子供である。9人いる兄弟姉妹にはサフラジストでカーライル伯爵夫人のロザリンド・ハワードやユースワークの先駆者であるモード・スタンリーなどがいる。1864年11月8日に元首相の初代ラッセル伯爵ジョン・ラッセルと伯爵夫人のフランシスの息子であるアンバーレイ子爵ジョン・ラッセルと結婚する。第一子となるフランク・ラッセルは結婚翌年に生まれ、1868年には双子のレイチェル・ルクレシアと死産した妹が後に続いた。末子が1872年に生まれたバートランド・アーサー・ラッセルである。
レディ・アンバーレイは夫の合意を得た上で、子供達の家庭教師である生物学者のダグラス・スポールディングと性的関係を持った。スポールディングはレディ・アンバーレイを助手として、アンバーレイ子爵の自宅であるクレードン・ホールで研究を進めることになった。結核を患っていたスポールディングは結婚相手に適してはいなかった。アンバーレイ子爵夫妻の次男によると、2人は独身状態だったスポールディングを心配した上で「同居を認めた」と言及したとしているが、ラッセル自身は「妻がこのことから何らかの喜びを引き出したという証拠はない」と述べている。子爵夫人とスポールディングとの関係が義母に知られるところとなり、アンバーレイ子爵の死後から程なくして彼らの日記や書簡の殆どが隠滅されたためにその後の2人の関係における正確な本質は不明のままである。

## 考察
レディ・アンバーレイはサフラジストであり、女性の権利における初期の提唱者でもある。女性が医学を学ぶことを奨励した彼女は医学部の学生であるエミリー・ボーヴェルに奨学金を提供し、医師のエリザベス・ギャレット＝アンダースンを自身のかかりつけ医として雇い入れた。1865年、伝記作家のハリエット・グロートは子爵夫人とフェミニストのヘレン・テイラーを引き合わせ、翌年には女性参政権請願書に署名した。1867年にアンバーレイ子爵夫妻は北アメリカ大陸を旅し、カナダとアメリカ合衆国を訪れた。夫妻は数ヶ月に渡ってアメリカに滞在し、奴隷制度廃止論者のルクレシア・モットと出会う。のちに夫妻はその名にちなんで娘の名を命名した。1870年にブリストル・アンド・ウェスト・オブ・イングランド女性参政権協会の会長に就任し、女性に対しての同一労働同一賃金や教育、あらゆる職業への受け入れを要求するキャンペーンを行った。
1870年にハノーヴァー・スクエア・ルームズで開催された参政権会合の後に、ラッセル伯爵夫人は子爵夫人がこの会合に参加しなかったということを歓迎すると息子に話したという。この安心は束の間のものであった。5月25日にアンバーレイ子爵夫人はストラウド力学研究所で発言し、このせいで「レディ・アンバーレイはしっかり鞭で叩かれるべきですね」とヴィクトリア女王が述べたという。

## 死
1874年にアンバーレイ子爵夫人は娘から移されたジフテリアにより亡くなり、娘も5日後に亡くなっている。この死はアンバーレイ子爵に多大な影響を与え、宗教的儀式を行わずに火葬するという決断はイングランド社会を衝撃に陥れた。レディ・アンバーレイの遺灰は娘の遺灰とともにワイ・バレーにある自宅の敷地内に納められた。2年後に夫が亡くなってから間もなく、3人の遺骨はバッキンガムシャー州のチェニーズにあるラッセル家の貴重品保管室に移された。